# André Bonnard
Pour les articles homonymes, voir Bonnard.
 (juillet 2024).
André Bonnard, né à Lausanne le 16 août 1888 et mort dans la même ville le 18 octobre 1959, est un enseignant, helléniste, traducteur et écrivain vaudois.

## Biographie
Après des études de lettres à l'Université de Lausanne, qu’il complète à la Sorbonne à Paris, il enseigne à Mulhouse de 1910 à 1915, puis à Rolle et à Lausanne. Nommé professeur à la Faculté des lettres de l’Université de Lausanne en 1928 sans avoir passé de doctorat, il occupe la chaire de langue et littérature grecques jusqu’en 1957. Il est doyen de 1932 à 1934 et de 1942 à 1944. Il épouse Alice Wüthrich en 1912; ils n'ont pas eu d’enfants.

### Intellectuel de gauche
Issu d’une famille de la bourgeoisie intellectuelle protestante de Lausanne, André Bonnard, frappé par les horreurs de la Guerre de 14-18, devint pacifiste et, à la fin de la Deuxième Guerre mondiale, admira les succès de l’Armée rouge. Dès lors, il vit dans la Russie stalinienne la réalisation de ses idéaux humanistes et pacifistes. Son éloge de la littérature soviétique (1948) le rendit suspect aux autorités fédérales ; il fut surveillé par la police durant de longues années. En 1949, il fut élu président du Mouvement suisse des partisans de la paix (pro-soviétique) et membre du Conseil mondial de la paix.
Arrêté lorsqu’il se rendait au Congrès de Berlin en 1952, il fut accusé de trahison. Son procès eut lieu en 1954 et se solda par une peine légère : quinze jours avec sursis. Il fut la victime la plus médiatisée de la Guerre froide en Suisse romande. En 1955, il reçut à Vienne le Prix Staline de la paix.
En butte à l’hostilité de la plupart de ses amis et des membres de sa famille, il se consacra à ses publications, dut démissionner de sa chaire avant le terme de son mandat sans obtenir l’honorariat, et son décès eut lieu sans aucune cérémonie.

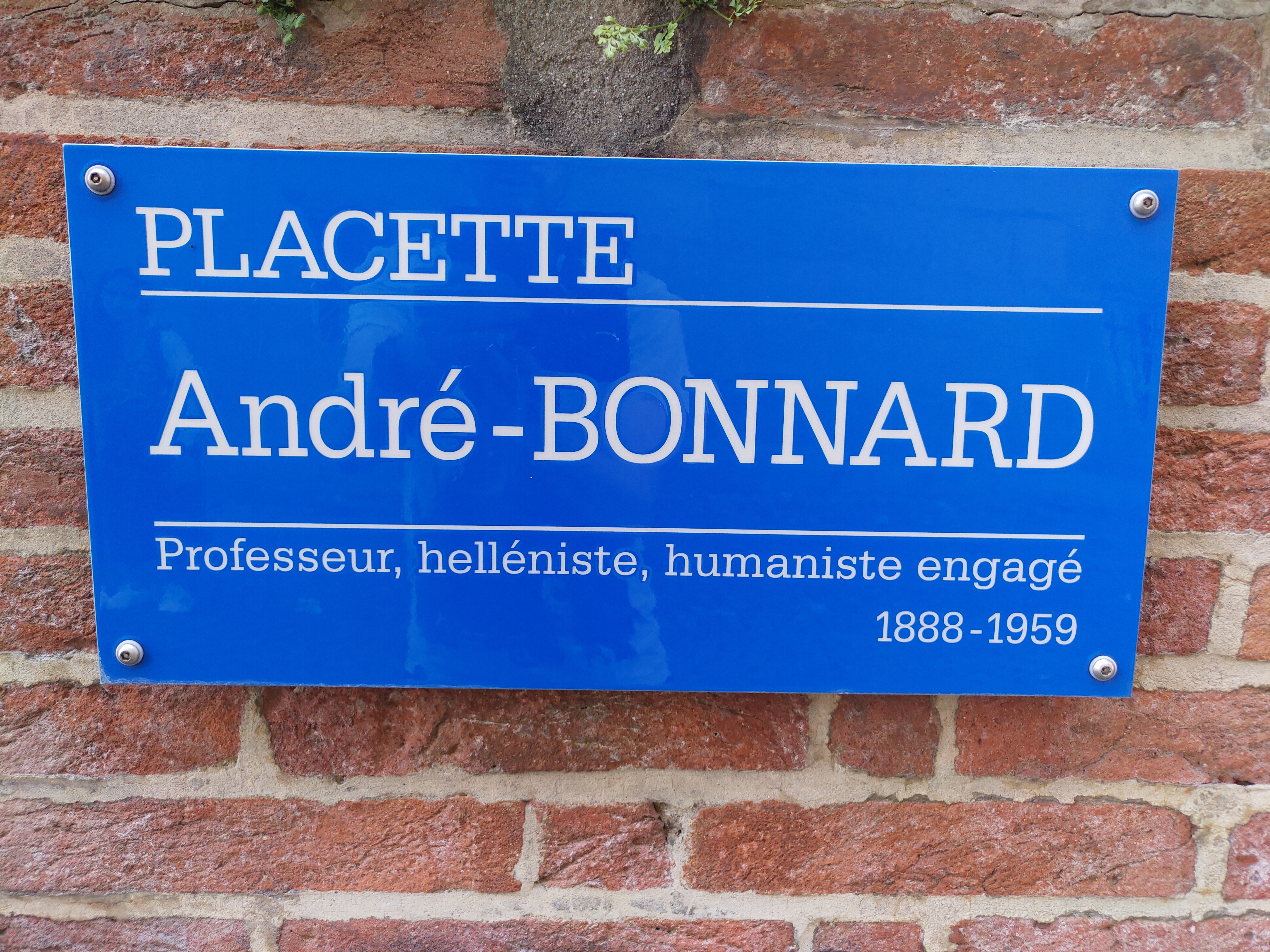
Plaque de la Placette André-Bonnard, portant la légende "Professeur, helléniste, humaniste engagé".

Sa mémoire fut plus tard réhabilitée : la commune de Lausanne a baptisé de son nom une petite place près de l'Ancienne Académie (1992) et un auditoire de l'Université de Lausanne-Dorigny porte son nom depuis 2004.

## Œuvres

### Traductions
Connu surtout pour ses traductions de tragédies grecques, André Bonnard les a rédigées non pour les hellénistes, mais pour les lecteurs et les hommes de théâtre. Elles sont l’œuvre d’un poète et prennent pour modèles Racine et Giraudoux. Jouées à Lausanne, mais aussi au Théâtre antique d’Orange (1938, 1959), à la Comédie-Française (1947-1953), au Théâtre de l’Odéon à Paris (1942-43, 1973-74), et sur de multiples scènes en France et en Suisse romande, elles continuent à être régulièrement montées.
Voici la liste de ces traductions, avec la date de leur première publication :
- Eschyle, Prométhée enchaîné, 1928, et Agamemnon, 1952
- Sophocle, Antigone, 1938, et Œdipe Roi, 1946
- Euripide, Iphigénie à Aulis, 1942, et Alceste, 1948.

André Bonnard a aussi traduit les poèmes de Sapho, avec une étude (1948), et ceux d’Archiloque (Les Belles Lettres, Coll. Budé, 1958), et des extraits de prosateurs : Socrate de Platon (1945) et Découverte du monde d’Hérodote (1951).
Les dix traductions d’auteurs grecs publiées entre 1950 et 1952, et rédigées par lui-même et ses anciens étudiants ou ses proches (Philippe Jaccottet, Georges Haldas, Maurice Chappaz, Henri Debluë, Henri Gaberel…), dans la collection « La Grèce présente », sont à l’origine des Editions Rencontre.

### Études sur la Grèce antique
Les trois ouvrages principaux d’André Bonnard sont Les dieux de la Grèce (1944), La tragédie et l’homme (1950) et Civilisation grecque en 3 volumes (1954-1959).
Les dieux de la Grèce, souvent réédité, présente les principaux dieux en se fondant uniquement sur les textes antiques ; les récits sont rédigés avec élégance et clarté ; ils reflètent la bonté et la cruauté des puissances divines face au destin de l’homme.
La tragédie et l’homme analyse Antigone de Sophocle, Prométhée d’Eschyle et Hippolyte d’Euripide dans une perspective humaniste : Bonnard poursuit le sens actuel de la tragédie, « lourde de semences ignorées de son premier auteur » ; chez les poètes, il veut « rechercher ce que leur parole est devenue pour nous ». D’où une analyse subtile du « plaisir tragique », du courage et de l’espérance que les tragédies grecques proposent à notre réflexion.
Civilisation grecque, souvent rééditée et traduite en une douzaine de langues, représente le testament intellectuel d’André Bonnard. Cet ouvrage monumental (900 pages), écrit avec passion, souligne les aspects et les textes de la Grèce antique qui ont habité le professeur durant toute sa vie. Œuvre de haute vulgarisation, Civilisation grecque est aussi la synthèse de toutes ses réflexions sur l’homme, la culture, l’art : Bonnard voyait, dans la Grèce d’Homère à Epicure, un moment privilégié où l’humanité, pour notre joie profonde, atteint une rare perfection. Des sujets inhabituels pour l’époque y sont traités : l’esclavage, la condition des femmes, les découvertes techniques, la science alexandrine, même si les sujets littéraires (poésie épique, tragédie et comédie, histoire, philosophie, poésie archaïque et alexandrine) occupent l’essentiel des chapitres.

## Éditions
Les dieux de la Grèce, La poésie de Sapho, La tragédie et l’homme, Civilisation grecque, Socrate selon Platon et plusieurs traductions, ainsi qu’un recueil d’articles intitulé J’ai pris l’humanisme au sérieux (1991), sont disponibles aux éditions de l'Aire, à Vevey (). Civilisation grecque a été éditée aussi dans deux collections de poche, et à l'Aire, à Vevey, dans une réédition de 2011.